# وليام هيلبراند
وليام هيلبراند (بالألمانية: Wilhelm Hillebrand)‏ (و. 1821 – 1886 م) هو عالم نبات، وطبيب من ألمانيا . ولد في نيهايم .
توفي في هايدلبرغ ، عن عمر يناهز 65 عاماً.